# تیاگو آلوز فراگا
تیاگو آلوز فراگا (به پرتغالی: Tiago Alves Fraga) (زاده ۲ مارس ۱۹۸۱ در گویاس) بازیکن فوتبال اهل برزیل است.
وی سابقه عضویت در تیم‌های پرسپولیس و پاس همدان در ایران را دارد.

## آمار
| باشگاهی | باشگاهی  | باشگاهی       | لیگ  | لیگ | جام      | جام      | قاره | قاره | مجموع | مجموع |
| فصل     | باشگاه   | لیگ           | بازی | گل  | بازی     | گل       | بازی | گل‌   | بازی  | گل‌    |
| ایران   | ایران    | ایران         | لیگ  | لیگ | جام حذفی | جام حذفی | آسیا | آسیا | مجموع | مجموع |
| ------- | -------- | ------------- | ---- | --- | -------- | -------- | ---- | ---- | ----- | ----- |
| ۸۸–۸۹   | پرسپولیس | جام خلیج فارس | ۲۱   | ۱   | ۶        | ۱        | -    | -    | ۲۷    | ۲     |
| ۸۹–۹۰   | پرسپولیس | جام خلیج فارس | ۱۵   | ۱   | ۱        | ۰        | ۱    | ۰    | ۱۷    | ۱     |
| مجموع   | ایران    | ایران         | ۳۶   | ۲   | ۷        | ۱        | ۱    | ۰    | ۴۴    | ۳     |
| کل دوره | کل دوره  | کل دوره       | ۳۶   | ۲   | ۷        | ۱        | ۱    | ۰    | ۴۴    | ۳     |

- پاس گل

| فصل   | تیم      | پاس گل |
| ----- | -------- | ------ |
| ۸۸–۸۹ | پرسپولیس | ۱      |
| ۸۹–۹۰ | پرسپولیس | ۰      |